# 胡斯特尼亞
50°38′26″N 32°28′1″E / 50.64056°N 32.46694°E

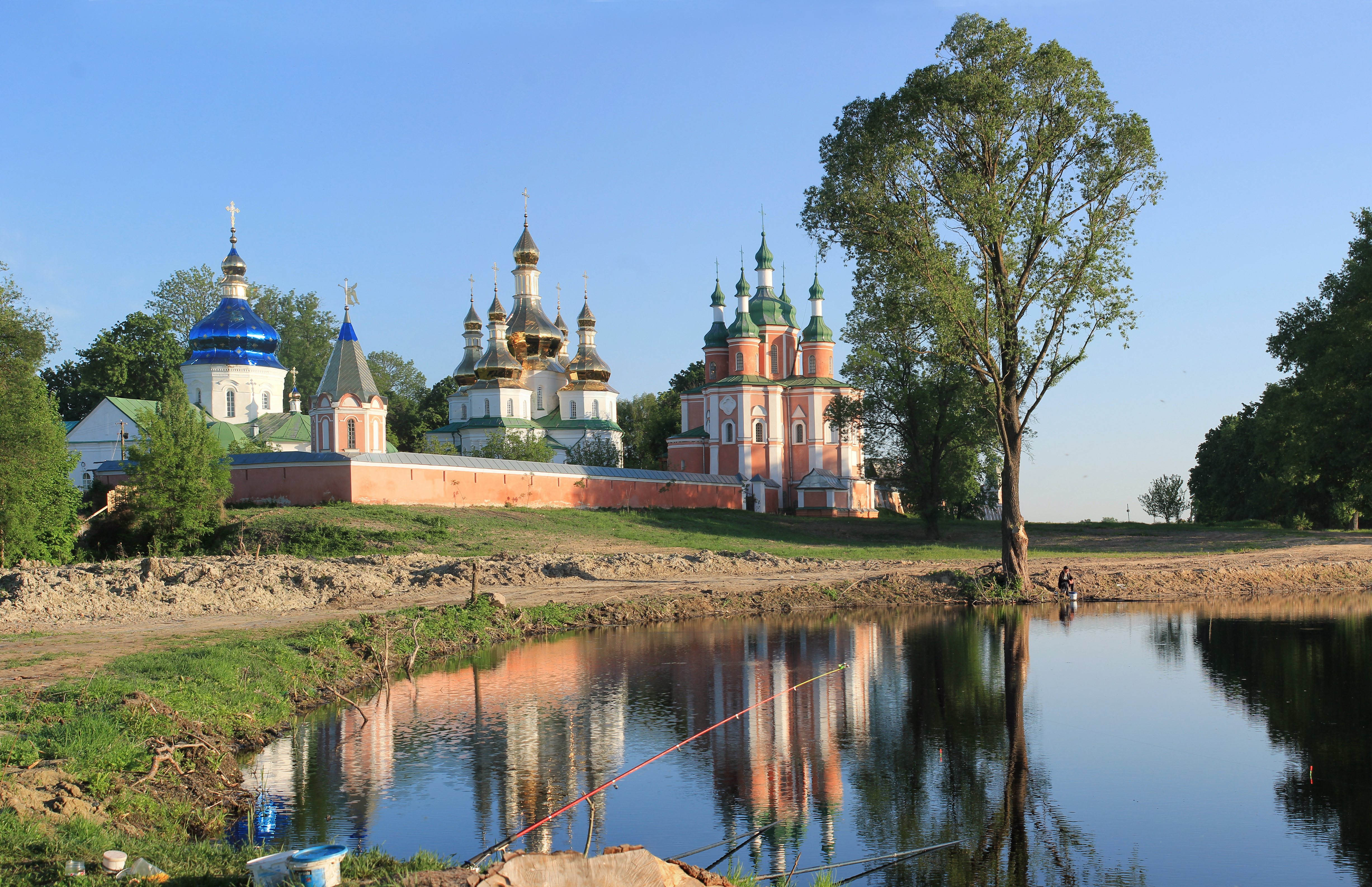

胡斯特尼亞（羅馬化：Hustynia）是烏克蘭北部切爾尼戈夫州普里盧基區蘇霍波洛瓦市鎮的村莊，始建於1600年，面積0.47平方公里，海拔高度113米，2001年人口150，人口密度每平方公里317.8人。